# San Diego
San Diego er en havneby i det sydlige Californien ved Stillehavet, nær den mexicanske grænse.
San Diego havde ca. 2.644.000 indbyggere i 1995 og er næststørste by i Californien og syvende største by i USA.
San Diego er områdets center for kultur, uddannelse og hospitalsvæsen.
Fire universiteter er beliggende i området : University of California at San Diego, San Diego State University, United States International University og University of San Diego.
Industriproduktion omfatter primært store fly fabrikker, elektroniske- og biokemiske virksomheder.
Større flådebase, er beliggende i San Diego, hvor blandt andet grunduddannelsen til specialstyrken Navy SEALs foregår.
San Diego byder på mange turistattraktioner; blandt andet SeaWorld, San Diego Zoo Safari Park, San Diego Zoo, Seaport Village, Old Town San Diego, Gaslamp Quarter. Byen har været hjemsted for NFL-holdet San Diego Chargers og er stadig hjemby for MLB-holdet San Diego Padres. Derudover, er San Diego også hjemsted for utallige strande såsom; Coronado Beach, Ocean Beach, Mission Beach, Pacific Beach, La Jolla og Del Mar Beach.
San Diego er den første europæiske bebyggelse i Californien. Juan Rodríguez Cabrillo sejlede ind i San Diego bugten i 1542 og gjorde krav på området for Spanien.